# Na Foradada
|  | Aquest article tracta sobre l'illa de l'arxipèlag de Cabrera. Vegeu-ne altres significats a «Foradada (desambiguació)». |

Na Foradada és l'illot més septentrional de l'arxipèlag de Cabrera, a les Illes Balears. Forma part del conjunt del Parc Nacional Marítim–Terrestre de Cabrera. Té una extensió de 0,1 km². Acull un dels tres fars de l'arxipèlag.